# Neostenanthera robsonii
Espèce
Synonymes
- Neostenanthera macrantha (Mildbr. & Diels) Exell[1]
- Stenanthera macrantha Mildbr. & Diels[1]

Statut de conservation UICN

 LC  : Préoccupation mineure
Neostenanthera robsonii est une espèce de plantes de la famille des Annonaceae.

## Publication originale
- Flore de France No 16, 196 (1969). 1969.